# Zortrax

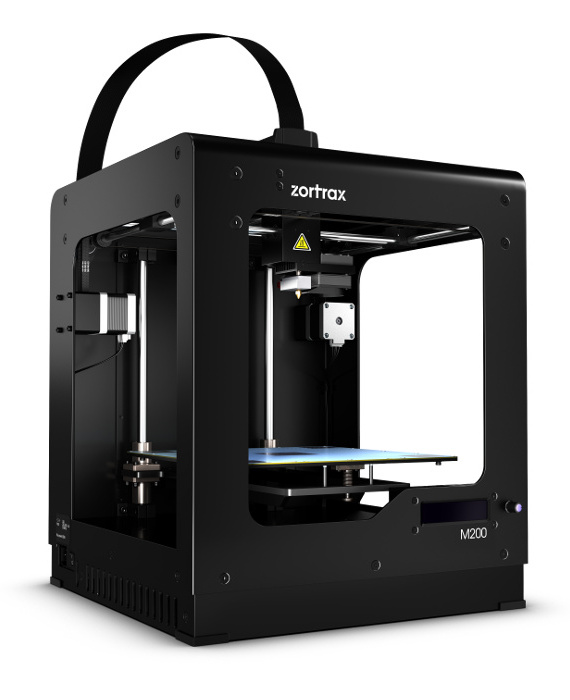
Zortrax M200 3D printer

Zortrax – polski producent drukarek 3D i materiałów do druku służących do zaawansowanego prototypowania dla projektantów, projektantów przemysłowych, inżynierów, a także dla przemysłu, włączając w to automatykę, robotykę, architekturę czy lotnictwo. Urządzenia Zortrax, to obok drukarek 3D, dedykowane oprogramowanie oraz materiały do druku.

## Historia
Twórcami Zortraxa są Rafał Tomasiak i Marcin Olchanowski. Pomysł na firmę zrodził się, gdy założyciele prowadzili sklep internetowy z częściami do drukarek RepRap pracujących na licencji open source. Prace nad własną drukarką 3D toczyły się równolegle z prowadzeniem sklepu, jednak celem, który przyświecał twórcom projektu, było stworzenie kompletnego środowiska druku 3D, które pozwoli całkowicie odciąć się od otwartych rozwiązań.
Prace nad drukarką 3D Zortrax M200 rozpoczęły się w 2011 roku, a zakończyły w 2013. W celu wsparcia produkcji twórcy urządzenia przeprowadzili kampanię w serwisie Kickstarter, w czasie której zebrali prawie 180 tys. dolarów. Po kampanii crowdfundingowej drukarka została wysłana do wszystkich fundatorów, a pozyskane pieniądze zainwestowane w dalszy rozwój projektu.
W styczniu i marcu 2014 roku Zortrax wyemitował dwie transze obligacji, które w sumie przyniosły firmie 7,2 mln zł. W 2014 roku firma rozpoczęła też pozyskiwanie na całym świecie dystrybutorów drukarek. W dniu 15 czerwca 2015 roku zgromadzenie wspólników podjęło uchwałę w sprawie przekształcenia spółki z ograniczoną odpowiedzialnością w spółkę akcyjną. W dniu 14 czerwca 2021 roku Corelens Spółka Akcyjna połączyła się z Zortrax Spółka Akcyjna i prowadzi swoją dotychczasową działalność jako Zortrax S.A. tym samym stała się spółką giełdową.

## Produkty i usługi
24 października 2014 roku w Krakowie Zortrax otworzył pierwszy w Polsce i jeden z pierwszych w Europie salon druku 3D Zortrax Store.
27 maja 2015 roku, firma przedstawiła swój nowy produkt - drukarkę 3D Zortrax Inventure. 
Ponadto 3 grudnia 2015 roku Zortrax otworzył swój showroom w Warszawie przy ulicy Grzybowskiej 4 – Zortrax Store. Showroom Zortraxa jest miejscem, w którym można nie tylko zapoznać się z ofertą firmy, ale też dowiedzieć się więcej o druku 3D. Zortrax Store to jeden z pierwszych tego typu showroomów w Europie.

## Technologia
Zortrax drukuje w technologii Layer Plastic Deposition (LPD), która polega na tworzeniu trójwymiarowego modelu poprzez nakładanie materiału warstwa po warstwie.
Layer Plastic Deposition jest technologią, w której drukarka rozpuszcza termoplastyczny materiał (filament) w ekstruderze i układa go na podgrzewanej platformie roboczej tworząc w ten sposób trójwymiarowy model. Do drukarki Zortrax M200 dostępne są dedykowane materiały Z-ABS, Z-ULTRAT, Z-HIPS, Z-GLASS, Z-PCABS, Z-PETG, Z-ESD, Z-ASA Pro, Z-PLA Pro, do drukarki Zortrax M300: Z-HIPS, Z-PETG, Z-GLASS, Z-ESD, Z-ASA Pro, Z-PLA Pro, a do drukarki Zortrax Inventure - Z-PLA, Z-PETG, Z-SUPPORT. 
Dedykowane oprogramowanie Z-SUITE pozwala otworzyć pliki .stl, .obj lub .dxf i ustawić preferencje drukowania. Jest to jedyny program do druku 3D, w którym użytkownicy mogą przekonwertować pliki 2D do projektów 3D oraz ciąć modele bezpośrednio w oprogramowaniu Z-SUITE. W programie i online dostępna jest też Zortrax Library - aplikacja pozwalająca na przechowywanie i ściąganie modeli 3D.

## Nagrody i wyróżnienia
- 2014 – nominacja do rankingu najbardziej kreatywnych w biznesie Brief[15]
- 2014 – nominacja do III edycji Nagrody im. Jana Wejcherta[16]
- 2014 – wyróżnienie w Design Alive Awards 2014[17]
- 2014 – Zortrax M200 wśród 25 polskich produktów, które są doskonałymi przykładami wdrażania wzorów do rzeczywistości wyróżnionych przez Instytut Wzornictwa Przemysłowego[18]
- 2014 – Zortrax M200 najlepszą drukarką typu plug & play według społeczności 3D Hubs[19]
- 2015 – nagroda w Top Design Award 2015 w kategorii nauka, medycyna i przemysł[20]
- 2015 – Zortrax M200 trzecią najbardziej pożądaną drukarką według społeczności 3D Hubs[21]
- 2015 – Zortrax M200 najlepszą polską drukarką 3D, Zortrax najlepszą polską firmą w roku 2015 według Centrum Druku 3D[22]
- 2015 – Zortrax M200 trzecią najlepszą drukarką 3D według Make Magazine[23]
- 2016 – Nagroda Gospodarcza Prezydenta RP w kategorii Start-Up.pl[24]
- 2017 – Polskie Godło Promocyjne „Teraz Polska” przyznane przez Fundację Polskiego Godła Promocyjnego[25]